# ティコ (クレーター)
ティコ (Tycho) は、月面の南部に位置するクレーターである。非常に大きく（直径85キロ）、目立つので、双眼鏡程度でも見ることができる。デンマークの天文学者・ティコ・ブラーエにちなんで命名された。
周囲は大小さまざまなクレーターで覆われ、古いクレーターに新しいクレーターが重なっているところもある。また、周りにはいくつかの、小さな2次的クレーターができている。
アポロ17号により回収されたサンプルから1億800万年前にできたと推定されている比較的新しいクレーターである。はっきりした外観をしていて、古いクレーターに潰されている様子もない。内部は高いアルベド（反射率）を持ち、太陽が当たると明るく輝いて、1500kmにも及ぶ光条（放射状の光の筋）を放つ。地球からの反射光だけでもこの光条を見ることができる。

光条を放つティコ

中心部から100kmほど離れた外郭のアルベドは低く、ここには陰が落ちない。この外郭は、衝突の際に積もった鉱物からできていると見られている。内壁は段々畑のような形で、荒くてほとんど平らな底に向かってしだいに下がっていく。底には、岩が溶けた跡のような、過去の火山活動の痕跡がある。このクレーターの底の詳細な写真によると、細かいひび割れや小さな丘がたくさんある。中央は周りより1.6kmほど高くなっており、北東方向にはもう一つの頂上がある。
月食の際に行われた赤外線観測によると、ティコの温度低下は周りより遅く、ホットスポットとなっている。これはクレーターを覆っている物質が他とは違うためである。

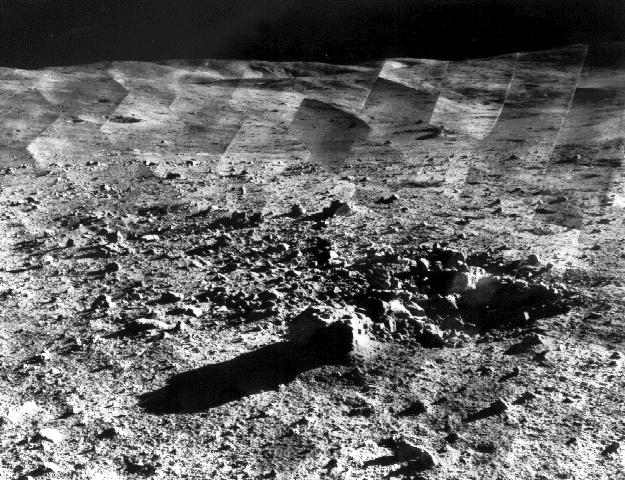
サーベイヤー7号によって撮影されたティコの様子

このクレーターの外縁部は、サーベイヤー7号の着陸地点に選ばれた。この無人探査機は1968年1月にクレーターの北に無事着陸した。この探査の時に、クレーター表面の化学組成が調べられ、月の海には見られない構造物が発見された。これはアルミニウムに富む斜長石からできていると見積もられた。またルナオービター5号によってこのクレーターの詳細な写真が撮影された。
1950年代から1990年代にかけて、NASAの空気力学研究者ディーン・チャップマンらは、テクタイトの月起源説に関する研究を進展させた。チャップマンらは軌道計算モデルと風洞試験の利用により、Australasian tektitesと呼ばれる種類のテクタイトはティコ由来だとするこの理論を補強した。実際にティコからサンプルが取られるまでは、こうした可能性を排除することはできない。
このクレーターは1645年に出版された月面図に初めて登場した。
英語では「タイコ」とも発音する。

## 従属クレーター
ティコのごく近くにある小さな無名のクレーターについては、アルファベットを付加することによって識別される。
| 名称 | 月面緯度     | 月面経度     | 直径  |
| ---- | ------------ | ------------ | ----- |
| A    | 南緯 39.9 度 | 西経 12.0 度 | 31 km |
| B    | 南緯 43.9 度 | 西経 13.9 度 | 13 km |
| C    | 南緯 44.3 度 | 西経 13.7 度 | 7 km  |
| D    | 南緯 45.6 度 | 西経 14.0 度 | 27 km |
| E    | 南緯 42.2 度 | 西経 13.5 度 | 14 km |
| F    | 南緯 40.9 度 | 西経 13.1 度 | 16 km |
| H    | 南緯 45.2 度 | 西経 15.8 度 | 8 km  |
| J    | 南緯 42.5 度 | 西経 15.3 度 | 11 km |
| K    | 南緯 45.1 度 | 西経 14.3 度 | 6 km  |
| P    | 南緯 45.3 度 | 西経 13.0 度 | 8 km  |
| Q    | 南緯 42.5 度 | 西経 15.9 度 | 21 km |
| R    | 南緯 41.8 度 | 西経 13.6 度 | 5 km  |
| S    | 南緯 43.4 度 | 西経 16.1 度 | 3 km  |
| T    | 南緯 41.2 度 | 西経 12.5 度 | 14 km |
| U    | 南緯 41.0 度 | 西経 13.8 度 | 19 km |
| V    | 南緯 41.7 度 | 西経 15.3 度 | 4 km  |
| W    | 南緯 43.2 度 | 西経 15.3 度 | 19 km |
| X    | 南緯 43.8 度 | 西経 15.2 度 | 13 km |
| Y    | 南緯 44.1 度 | 西経 15.8 度 | 19 km |
| Z    | 南緯 43.1 度 | 西経 16.2 度 | 24 km |

## フィクション作品での言及
- アーサー・C・クラークによる小説、映画『2001年宇宙の旅』では、モノリスの埋められた場所として描かれた。
- 『スタートレック ファーストコンタクト』では、24世紀の月市民が住むティコ・シティーとして登場した。
- ロバート・A・ハインラインの小説『月は無慈悲な夜の女王』でティコは、Tycho Underの生息地であった。
  - 上記の作品を下敷きとした短編として、リチャード・ストールマン(RMS)の読む権利がある。
- エドモンド・ハミルトンのスペースオペラ小説『キャプテン・フューチャー』シリーズでは、フューチャーメンの基地が置かれ、呼び出しに備えて北極の宇宙灯台を常に監視している。